# Majorsgrund
Majorsgrund är en ö i Malax i Österbotten. Ön ligger i Sundet mellan Öjna på fastlandet och Stora Kassören.
Majorsgrund har fått sitt namn efter Majors hemman i Malax. Ön hörde till hemmanet fram till början av 1900-talet då den bytte ägare i ett av ungdomsföreningen ordnat lotteri. Sedan 2018 har ön haft tyska ägare som hyr ut den som turistmål på den internationella marknaden.
Majorsgrunds area är 1,6 hektar och dess största längd är 240 meter i nord-sydlig riktning.